# Осрік (елдормен Сассексу)
Осрік (*Osric, д/н —бл.717) — елдормен або підкороль Сассексу в 705—717 роках.

## Життєпис
Був сином елдормена Осріка з Гвікке, що належав до Вессекської династії. Після смерті елдормена Брині стає елдорменом зі статусом підкороля. Ймовірно отримання посади Осріком свідчить про посилення впливу Вессексу в Сассексу.
Осрі к панував разом з королем Нотгельмом, потім також з Етельстаном. Можливо з 714 року носив титул короля. Помер близько 717 року.